# Карой, Йенё
Йе́нё Ка́рой (венг. Jenő Károly; 15 января 1886, Капошвар, по другим данным 1 марта 1885, Шопрон или Будапешт — 28 июля 1926, Риволи), в Италии его имя Ено Кароли (итал. Jeno Karoly) — венгерский футболист и тренер. Первый тренер одного из самых титулованных клубов мира — «Ювентуса». Участник Олимпиады 1912 в Стокгольме.

## Карьера
Карой начал свою карьеру в клубе МТК из Будапешта, который в 1903 году вышел в высший дивизион чемпионата Венгрии. В свой дебютный сезон Карой стал лучшим снайпером чемпионата с 15-ю мячами, а клуб занял третье место. А уже в 1904 году МТК выиграл первенство Венгрии, успех, повторённый лишь через 4 года. Также в 1905 году Карой был лучшим бомбардиром чемпионата с 23 мячами. Всего за клуб он забил 95 голов в 106 матчах. В 1910 году Кароли перешёл из МТК в клуб «Кишпешт», где играл до 1919 года. По другим данным он играл за клуб «Будапешти АК».
В сборной Венгрии Карой дебютировал в апреле 1903 в матче со Богемии, в которой венгры победили 2:1. В последующее десятилетие Карой регулярно вызывался в национальную венгерскую команду и провёл в её составе 25 матчей и забил 10 мячей. В 1912 году Карой поехал на Олимпиаду 1912 года в Стокгольм, но сыграл на турнире лишь одну игру, в четвертьфинале со сборной Англии, в котором венгры были разгромлены 0:7. Последний матч за национальную команду Карой провёл в 1918 году против сборной Австрии, в которой венгры победили 3:0.
Карой покинул Венгрию в 1919 году из-за падения советского правительства Венгрии, в котором Карой выполнял функции заместителя рабочего батальона.
Покину Венгрию, Карой отправился в Италию, где встал на тренерский мости клуба «Савона 1907», игравшего в региональной лиге. В 1923 году, вместе с приходом в «Ювентус» на пост президента предпринимателя Эдоардо Аньелли, Карой был назначен первым тренером клуба. Первый сезон стал неудачным, клуб занял лишь 6-е место в северной лиге. В 1924 году, по приглашению Кароя, в клуб пришёл другой венгр, полузащитник клуба «Специя» Йожеф Виола, но клуб занял лишь третье место. В 1925 году в «Ювентус» пришла группа высококлассных игроков, среди которых особенно выделялся очередной венгр — Ференц Хирзер. «Ювентус» занял первое место в региональном турнире B, опередив ближайшего преследователя «Кремонезе» на 8 очков, и смог участвовать в финальных матчах северной лиги с «Болоньей». Первый матч завершился со счётом 0:0, второй также закончился ничьей 2:2, а до третьего матча Карой не дожил: волнение, вызванное игрой клуба привели к сердечному приступу, в результате которого венгр скончался в своём доме в Риволи. А «Ювентус», созданный им, победил не только «Болонью» в финале северной лиги, но и в чемпионате, одолев римский клуб «Альба»

## Достижения

### Как игрок

#### Командные
- Чемпион Венгрии: 1904, 1908
- Обладатель Кубка Венгрии: 1910

#### Личные
- Лучший бомбардир чемпионата Венгрии: 1903 (15 голов), 1905 (23 гола)
- Футболист года в Венгрии: 1910

### Как тренер
- Чемпион Италии: 1926